# 쇠네펠트역
쇠네펠트 바이 베를린역(Bahnhof Schönefeld (bei Berlin))은 브란덴부르크주 다메슈프레발트군 쇠네펠트에 있는 철도역이다. 1950년대에 동베를린과의 경계선에 검문역으로 설치되었으며, 근처에 있는 베를린 쇠네펠트 공항과 연결되면서 S반 및 장거리 열차의 거점역이 되었다. 1990년대와 2000년대에 장거리 열차는 폐지되었다. 베를린 브란덴부르크 공항 개통 이후에도 기존 쇠네펠트 공항이 터미널 5로 영업을 계속하면서 역의 이름도 변경되었다. 터미널 5의 운영이 중단되면서 명칭이 복원되었다.
역사, 보행자 터널, 승강장의 역무실은 2023년에 건축유산으로 지정되었다.

## 역사

### 건설 이전
1900년 7월 27일에 노이쾰른-미텐발데 철도(NME)에 쇠네펠트 (텔토군)(Schönefeld Kr. Teltow)역이 영업을 시작했다. 1938년 5월 중순에 베를린 화물 외곽순환선이 착공했고, 제2차 세계 대전으로 인하여 신속하게 공사가 진행되었다. 화물 외곽순환선과 노이쾰른-미텐발데 철도가 쇠네펠트에서 교차하면서 기존역과는 별개의 신호장이 설치되었다. 제2차 세계 대전 종전 이후에는 쇠네펠트 일대 화물 외곽순환선의 여객 영업이 시작되었고, 쇠네펠트 (텔토군) 미테역(Schönefeld (Kr. Teltow) Mitte) 및 쇠네펠트 지들룽역(Schönefeld Siedlung)이 새로 설치되었다. 베를린 봉쇄 때문에 1948년 10월 25일에 노이쾰른-미텐발데 철도가 베를린 시계에서 단절되었다. 1949년 1월 3일에 노이쾰른-미텐발데 철도와 화물 외곽순환선에 연결선이 건설되었고, 노이쾰른-미텐발데 철도의 쇠네펠트역은 쇠네펠트 (텔토군) 도르프역(Schönefeld (Kr. Teltow) Dorf)으로 개칭되었다.
독일의 분단 확고화에 따라서 서베를린 우회선을 건설할 필요가 증가했다. 기존 화물 외곽순환선의 노반 일부는 서베를린을 통과했기 때문에 새로운 베를린 외곽순환선이 1950년 5월 1일에 착공했다. 1951년 7월 1일에는 겐스하게너 하이데역-쇠네펠트역 구간의 영업이 시작되었다. 쇠네펠트역의 공식 개통일은 1951년 7월 10일이다. 쇠네펠트 남부 지역에 새로운 공항이 공사 중이었기 때문에 새로운 외곽순환선은 시가지를 통과해야 했다. 쇠네펠트 동쪽에서는 화물 외곽순환선 선로를 계속 이용했다가, 1951년 12월 10일에 그뤼나우 분기점과 쇠네펠트 구간의 철도가 영업을 시작했다.
베를린 외곽순환선의 쇠네펠트 바이 베를린역은 개통 초기에는 운행 목적으로만 사용되었고, 동베를린과 동독 사이에서의 검문 기능을 가지고 있었고 및 공항 이용 목적으로만 승하차할 수 있었다. 공항과 베를린간 연결은 제한적이었기 때문에, 1959년 초에 쇠네펠트-그뤼나우 분기점을 통해서 동베를린 도심과 S반을 연결하고 쇠네펠트역을 승격하여 항공과 철도간 환승역으로 확대할 계획이 수립되었다.

### 공항역으로서의 사용
1961년 8월 13일 베를린 장벽 건설 이후 제대로 된 공항역의 필요성이 증가했다. 서베를린 방면으로의 교통편이 단절되었기 때문에 공항 이용객 외에도 과거 서베를린을 통해서 연결되었던 베를린 남부 교외 지역을 동베를린과 철도로 연결해야 했다. 그 해 9월에 기존의 쾨니히스 부스터하우젠 방면 선로에서 분기하는 S반 노선이 긴급하게 착공했다. 1962년 2월 26일에 단선으로 개통했고 쇠네펠트역에 베를린 S반 승강장이 설치되었다. 과거 검문용으로만 사용되었던 장거리 열차 승강장도 정식 열차역으로 승격되었다. 1962년에는 역이 두 번 개명되었다. 3월 25일에는 쇠네펠트 중앙공항역(Zentralflughafen Schönefeld), 그 후에는 베를린 쇠네펠트 중앙공항역(Zentralflughafen Berlin-Schönefeld)이 되었다. 공항 개칭에 따라서 1976년 6월 1일에 역 또한 베를린 쇠네펠트 공항역(Flughafen Berlin-Schönefeld)으로 개칭되었다.
역 개통 이후에 대합실과 매표소가 설치되었지만 공식적으로는 한동안 임시 역사 상태였다. 동독의 관문으로서의 화려함을 보여 주지도, 시내 및 교외 교통의 환승역에 필요한 시설을 갖추지도 못했다. 쇠네펠트 공항처럼 확장 공사 계획은 있었으나 실현되지는 못했다. 1976년에는 쇠네펠트 공항 체크인 건물이 건설되었으나 철도 접근성을 고려하여 건설되지는 않았다. 당시에도 S반 노선을 새 터미널 방면으로 이설하거나 별도의 지하 경전철을 건설할 계획은 있었으나 실현되지는 못했다. 그래도 독일국영철도의 최우등 열차였던 슈테테엑스프레스(Städteexpress)는 이 역에 정차했다.
1978년 여름에 역 재건축 공사가 시작되었다. 승강장 폭이 확대되었고 지붕이 설치되었다. 1984년 6월 29일에 영업을 시작한 새로운 대합실과는 보행자 터널로 연결되었다. 1984년 12월 14일에 S반 승강장 재건축이 완료되었다. 1983년 3월 25/26일에는 새로운 계전기식 신호소가 영업을 시작했고, 그 해 5월 28일에는 열차선이 전철화되었다.
1989년 베를린 장벽 붕괴 이후에는 역의 기능이 대폭 축소되었다. 2006년 6월에 베를린 중앙역과 베를린 남북 장거리선이 개통하기 전까지는 할레/라이프치히 및 드레스덴에서 오는 열차는 베를린 외곽순환선으로 진입하여 쇠네펠트를 경유하여 베를린 도심선으로 운행했다. 베를린-할레선의 장거리선이 재개통하면서 우회할 필요가 없어지고 거의 모든 장거리 열차는 베를린 쥐트크로이츠역 경유로 변경되었다. 
2000년대 초반에 베를린 브란덴부르크 공항 계획 과정에서 신규 터미널이 쇠네펠트 공항의 남쪽에 건설되기로 결정되었고, 신규 터미널 지하에 BER 공항역이 건설되어 2011년에 완공될 예정이었다. 그러나 공항의 개항이 지연되면서 완공된 역사의 영업 또한 지연되었고, 기존의 쇠네펠트 공항역도 운행이 계속 유지되었다. 2014년 9월에는 대합실 건물이 철거될 예정임이 발표되었다. 대합실 내부의 여러 상점은 이미 철수한 상태였다. 2014년 10월 15일에는 역사가 비워졌고 사용이 중단되었다. 그 이후 승강장 진입은 외부 계단과 경사로만 이루어졌다. 2015년 가을에는 쇠네펠트역 방면 임시 열차를 통해서 수송된 난민 임시수용소로 사용되었다. 2016년 이후 난민 유입이 감소하면서 임시수용소로서의 사용은 중단되었으나, 향후 철거 여부는 결정되지 않았다.

### BER 개항 이후
2020년 5월 4일부터 10월 30일까지는 IC 17호선이 정차했다. 베를린 브란덴부르크 공항이 개항하면서 2020년 말부터 신규 터미널 지하의 철도역이 영업을 시작했다. 개항 이후에도 쇠네펠트 공항이 브란덴부르크 공항 터미널 5로 영업을 계속했기 때문에 이 역은 BER 공항 터미널 5 (쇠네펠트)역(Flughafen BER – Terminal 5 (Schönefeld))으로 개칭되었고 신규 역사는 BER 공항 터미널 1-2역(Flughafen BER – Terminal 1-2)으로 개업했다. 그 결과 쇠네펠트역으로의 개칭은 진행되지 않았다. BER 공항 개항 이후 IC 정차역은 새 터미널 아래의 BER 공항역으로 변경되었다. 쇠네펠트 공항에서 종착했던 베를린 S반 S9 노선은 10월 26일, S45 노선은 10월 30일에 신공항으로 연장되었다. 그 후에는 야간 시간대에만 일부 RE/RB 노선이 운행했고, S반과 버스 노선만 기존 역을 경유하도록 변경되었다.
2021년 2월에 터미널 5가 코로나19 범유행의 여파로 운영을 중단했고, 2022년 11월에는 터미널을 재개항하지 않기로 결정했다. 이에 따라서 2023년 12월 10일에 쇠네펠트 바이 베를린역으로 개칭되었고, 새로운 공항역도 터미널 명칭 없는 BER 공항역으로 개칭되었다.
2023년 4월에는 브란덴부르크주에서 건축유산으로 지정했다.

### 명칭 변경
- 1951년 7월 10일-1962년 3월 24일: 쇠네펠트 바이 베를린역(Schönefeld (bei Berlin))
- 1962년 3월 25일-1975년 5월 31일: 쇠네펠트 중앙공항역(Zentralflughafen Schönefeld), 이후 베를린 쇠네펠트 중앙공항역(Zentralflughafen Berlin-Schönefeld)
- 1976년 6월 1일-2020년 10월 19일: 베를린 쇠네펠트 공항역(Berlin-Schönefeld Flughafen)[15]
- 2020년 10월 20일-2023년 12월 9일: BER 공항 터미널 5역(쇠네펠트)(Flughafen BER – Terminal 5 (Schönefeld))
- 2023년 12월 10일: 쇠네펠트 바이 베를린역(Schönefeld (bei Berlin))

## 인접 철도역
RB 24, 32 노선은 2022년 12월부터 베를린-드레스덴선 베를린 시내 장거리선이 완공될 때까지(2025년 12월 예정) BER 공항으로 운행하지 않고 쇠네펠트역에서 임시로 종착한다.
베를린 버스 163, 164, 171, N7, N7X, N60번, 다메슈프레발트군 버스 741, 742, 743, 744번, 급행 버스 BER2번이 정차한다.
| RB                                  | RB    | RB                           |
| ----------------------------------- | ----- | ---------------------------- |
| 쇠네바이데 에베르스발데 중앙역 방면 | RB 24 | 시·종착역                    |
| 쇠네바이데 오라니엔부르크 방면      | RB 32 | 시·종착역                    |
| 베를린 S반                          |       |                              |
| 그륀베르크알레 쥐트크로이츠 방면    | S45   | 바스만스도르프 BER 공항 방면 |
| 그륀베르크알레 슈판다우 방면        | S9    | 바스만스도르프 BER 공항 방면 |

## 같이 보기
- BER 공항역